# 河內藤園

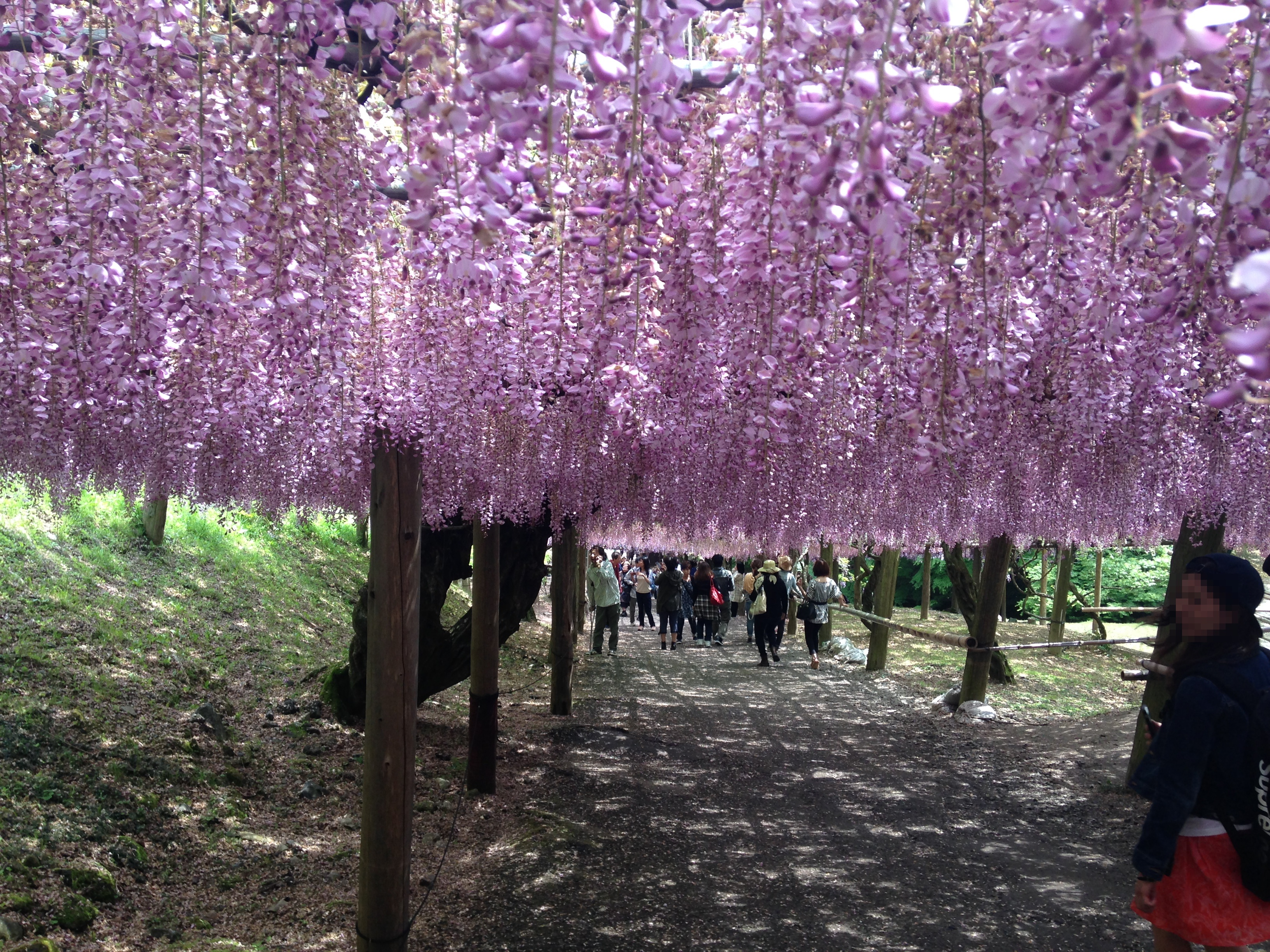
大藤棚

河内藤園（かわちふじえん）是位於日本福冈县北九州市八幡東區的一個私營藤園（植物園）。該植物園於1977年（昭和52年）4月開園。該公園的創辦者是樋口正男。該植物園佔地面積3000坪。植物園內種植著野田長藤、口紅藤、赤紫藤、青紫藤、紅藤、白藤、八重藤、長藤、中藤、短藤等22种紫藤。除了多花紫藤以外河内藤園還種植著杜鵑花屬等植物以及樹齢達到70-80年的18棵樹。

## 外部連結
- 河内藤園 公式サイト （页面存档备份，存于）
- FeedBox （页面存档备份，存于）（英文）

33°49′56″N 130°47′32″E / 33.83222°N 130.79222°E